# Oetophorus taiwanensis
Oetophorus taiwanensis là một loài tò vò trong họ Ichneumonidae.